# Phasiinae
Phasiinae — одна з чотирьох підродин мух-тахінід, яка об'єднує понад 600 видів у майже 100 родах. Паразитують на клопах.

## Опис
Дуже різноманітні мухи. Розмір тіла коливається від менше 2 мм у представників роду
Catharosia до великих мух роду Lophosia, які досягають 1,8 см у довжину. Забарвлення тіла часто характерне для тахінових мух: чорне або сіре, з довгими й товстими щетинками на черевці. Утім чимало видів забарвлені яскраво, мімікрують під бджіл чи ос, зокрема Penthosia satanica, Formicophania elegans, Cylindromyia mirabilis.

## Спосіб життя
На відміну від інших представників родини мухи групи Phasiinae паразитують не на м'яких і малорухомих личинках комах з повним перетворенням, а на захищених товстим хітиновим шаром рухливих клопів. Лише представники триби Strongygastrini паразитують на жуках та перетинчастокрилих.
Деякі види Phasiinae знаходять свою жертву завдяки спеціальним рецепторами на антенах, що дозволяють їм уловлювати феромони клопів, причому мухи більш чутливі до цих феромонів, ніж самі клопи.

## Таксономія
Найменша підродина тахінових мух. Містить понад 100 родів, причому принаймні 55 з них монотипові. Поділяється на 13 триб:
- Catharosiini
- Cylindromyiini
- Euscopoliopterygini
- Gymnosomatini
- Hermyini
- Imitomyiini
- Leucostomatini
- Parerigonini
- Phasiini
- Strongygastrini
- Tarassini
- Xystini
- Zitini

## Значення для людини
Тахінових мух підродини Phasiinae розглядають як перспективних агентів біологічної боротьби з рослиноїдними клопами, які пошкоджують культурні рослини, зокрема Nezara viridula, Euschistus servus, Lygus lineolaris, інвазійними клопами Halyomorpha halys і Megacopta cribraria в США.